# Нанос (Випава)
Нанос (словен. Nanos, итал. Nanos) је насељено место у општини Випава, Горишка регија, Словенија.

## Историја
До територијалне реорганизације у Словенији био је у саставу старе општине Ајдовшчина.

## Становништво
У попису становништва из 2011. године, Нанос је имао 8 становника.
| Број становника према пописима | Број становника према пописима | Број становника према пописима |
| ------------------------------ | ------------------------------ | ------------------------------ |
| 1991                           | 2002                           | 2011                           |
| 13                             | 9                              | 8                              |

Напомена: До 1955. исказивано под именом Равник.

## Галерија
- ловачки дом
- детаљ